# Kevin Artmann
Kevin Artmann (* 21. April 1986 in Duderstadt) ist ein ehemaliger deutscher Fußballspieler.

## Karriere

### Verein
Artmann spielte in der Jugend zunächst für Schwarz-Weiß Oldenburg, ehe er 1994 zu Werder Bremen wechselte. Trotz der Unterbrechung, als er 2001/02 für ein Jahr in der B-Jugend des FC Bayern München spielte, war er mit insgesamt 16 Jahren der Spieler aus dem Kader, der am längsten bei Werder Bremen spielte. Wenn die Zeit seiner Rückkehr gerechnet wird, war er nach dem Karriereende von Frank Baumann gemeinsam mit Aaron Hunt am längsten von allen Werder-Spielern durchgängig im Verein. Artmann kam nie in der Bundesligamannschaft zum Einsatz. Sein Debüt für die 2. Mannschaft von Werder Bremen gab er am 29. Juli 2005, dem 1. Spieltag der Saison 2005/06 im Spiel gegen den FC St. Pauli in der Regionalliga Nord. Sein Profidebüt gab er am 4. Spieltag der neu gegründeten 3. Liga am 24. August 2008 im Spiel gegen Erzgebirge Aue. Nach der Saison 2010/11 wurde sein Vertrag bei Werder Bremen nicht verlängert. Der regelmäßig verletzte Artmann fand auch keinen anderen Profiverein als Arbeitgeber und wechselte deshalb zum Amateurverein TuS Heeslingen in die fünftklassige Niedersachsenliga. Ein Jahr später unterschrieb er beim Regionalligisten FC Oberneuland. Nach dem Zwangsabstieg des FC Oberneuland verließ er den Verein 2013 wieder und wechselte zum BSV Rehden. Dort war er seit 2013 Kapitän und spielte mit der Mannschaft u. a. 2013/14 im DFB-Pokal gegen den FC Bayern München. In der Winterpause 17/18 verließ er den Verein und schloss sich dem Oberligisten TB Uphusen an für den er bis zum Ende der Oberliga Saison 2018/19 spielte. Danach wechselte er wieder zurück in die Bremenliga zum Brinkumer SV, wo er bis zum Dezember 2022 als spielender Co-Trainer aktiv war und in 30 Ligaspielen fünfzehn Treffer erzielte. Anschließend ließ er seine Karriere beim TSV Ottersberg in der Bezirksliga Lüneburg ausklingen.

### Nationalmannschaft
Am 14. November 2011 bestritt Artmann ein Testspiel für die deutsche U-20-Nationalmannschaft gegen Österreich. Beim 4:1-Heimsieg im Günther-Volker-Stadion von Celle wurde der Mittelfeldspieler in der 62. Minute für Sami Khedira eingewechselt.

## Erfolge
- Bremer Pokal-Sieger: 2007
- Niedersachsenpokal-Sieger: 2014